# Dan Korn
Dan Korn, född 4 augusti 1962 i Göteborg, är en svensk folklivsskildrare, författare, fotograf och samhällsdebattör.
Sedan början av 1980-talet  dokumenterade Korn folklivet i skogsbygderna i olika delar av Västsverige. Han har tidigare varit del av den konservativa tankesmedjan Oikos. Mellan 2022 och 2025 var Dan Korn chefredaktör för webbtidningen Bulletin.

## Biografi
Dan Korn är uppvuxen i Mölnlycke i Västergötland. Han bodde 1987–2009 i Antwerpen i Belgien, men är numera bosatt i Manchester i Storbritannien där han tidigare verkat som rabbin. Han har utgivit flera böcker med porträtt i text och bild av människor som lever "mot strömmen" i ålderdomliga miljöer, huvudsakligen i Västergötland men även i Småland, Halland, Dalsland och Bohuslän. Han är också en av 1900-talets stora samlare av böcker om Västergötland. Delar av hans samling såldes 2001 i katalogen Västgötalitteratur. Rariteter & småtryck ur Dan Korns samling från Antikvariat Mats Rehnström. Korn är hedersledamot av Västgöta nation i Uppsala.

## Priser och utmärkelser
- 2014 – Axel Hirschs pris[8]